# Daura
Daura és una ciutat de Nigèria a l'estat de Katsina. És la capital de l'emirat tradicional de Daura i d'una àrea de govern local (LGA) amb una població de 219.721 habitants.
La ciutat es troba en una zona de sabana a la intersecció de les carreteres de la ciutat de Katsina, Kano, Zango i Zinder (Níger). És un antic assentament, el nom del qual significa "ferrer" en llengua tuareg, que va ser fundat per una reina i va ser governat per dones en els segles IX i X. És la llar espiritual del poble haussa: una llegenda molt coneguda d'Àfrica occidental relata que Bayajida (Abuyazidu), un fill del rei de Bagdad, va matar Sarki, la serp fetitxe a la font de la ciutat, i es va casar amb la reina regnant de Daura. Els seus descendents es van convertir en els set governants dels haussa Bakwai (Els set veritables Estats Haussa). Per tant, Daura es va convertir en un estat Haussa que s'estenia a l'altra banda de les fronteres de l'actual Nigèria, cap a Níger. Daura ciutat es va convertir en un centre de les caravanes de sal i potassa des del desert del Sàhara i d'esclaus, cuir i productes agrícoles des del sud; però mai va guanyar la preeminència política o militar de Katsina (79 quilòmetres a l'oest) o de Kano (117 quilòmetres al sud).
El comerç local a la ciutat de Daura és principalment la melca, el mill, la ceba, cacauet, cotó i cuirs i pells; es crien vaques, cabres, ovelles, cavalls i rucs tants pels haussa com pels fulanis. Teixit del cotó i la recol·lecció de cacauet (per a l'exportació) són activitats econòmiques importants. La ciutat és servida per una oficina governamental de salut i un dispensari. També és la seu d'un consell de govern local.